# Ришар, Пьер

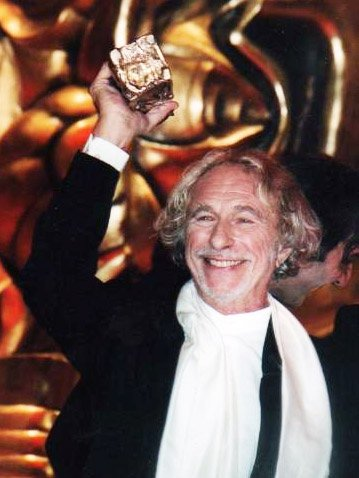
Пьер Ришар на 31-й церемонии Сезар в 2006 году

Пьер-Риша́р Мори́с Шарль Леопо́льд Дефаи́с (фр. Pierre-Richard Maurice Charles Léopold Defays; род. 16 августа 1934[…], Валансьен, Нор, Франция) — французский киноактёр и кинорежиссёр.

## Биография
Родился 16 августа 1934 года в семье текстильного промышленника. Отец Ришара, разорившись, бросил жену, когда сыну было 3 года, и, поскольку средств для содержания ребёнка у него не было, отдал его на попечение в семью своего деда, потомка старинного аристократического рода, который жил на севере Франции.
Сам актёр говорил, что получил интересный личный опыт из своего детства — его дед по отцовской линии принадлежал к аристократии и респектабельным буржуа, не одобрял брак сына и отправил внука в обычный пансионат, где мальчик учился вместе с детьми простых рабочих. Дед по материнской линии был простым моряком, с которым Пьер убегал на выходных ловить рыбу. Именно тот поощрял способности Ришара к актёрству. Чтобы найти общий язык с одноклассниками, мальчик по совету деда развлекал их шутками. По достижении совершеннолетия Пьер Ришар уехал в Париж поступать на драматические курсы. Дед по отцовской линии выступил против, и это послужило поводом для разрыва с семьёй.
У актёра два сына, оба музыканты: Оливье Дефаис (Olivier Defays) — саксофонист, Кристоф Дефаис (Christophe Defays) — контрабасист.

### Карьера актёра
Ему удалось поступить на знаменитые драматические курсы Шарля Дюллена, а затем он проходил стажировку у Жана Вилара. Однако в театре ему не везло; ему всегда давали роли второго плана.
Ему приходилось подрабатывать выступлениями на подмостках кафе-театров, рядовых кабаре и престижных мюзик-холлов. Ришар хорошо танцевал.
В 1967 году его пригласил режиссёр Ив Робер (фр. Yves Robert) для съёмок в фильме «Блаженный Александр». В дальнейшем Ришар снялся у него в известных фильмах о приключениях высокого блондина. Эти фильмы («Высокий блондин в чёрном ботинке», 1972, и «Возвращение высокого блондина», 1974) и принесли ему начальную известность во Франции и в мире.
В 1976 году Пьер Ришар снялся в фильме «Игрушка» режиссёра Франсиса Вебера.
В 1981 году в фильме того же Вебера «Невезучие» родился знаменитый комический дуэт Пьера Ришара и Жерара Депардьё. Этот фильм дал рекордные кассовые сборы, и Вебер снял ещё два фильма с этими актёрами: «Папаши» (1983) и «Беглецы» (1986).
В 1996 году Ришар снялся в фильме грузинского режиссёра Наны Джорджадзе в политическом комедийном фарсе «Тысяча и один рецепт влюблённого кулинара». На кинофестивале в Карловых Варах Ришар был удостоен приза за лучшую мужскую роль.
С 1996 года Пьер Ришар играет в театре «Алеф». Со спектаклем «Убийство в Вальпараисо» он побывал на Украине, в России и в Грузии. 
В 2015 году во Франции состоялась премьера фильма «Агафья», снятого по мотивам рассказов А. П. Чехова. В этом фильме спустя почти 30 лет вновь воссоединился актёрский дуэт Пьера Ришара и Жерара Депардьё.

### Кинорежиссёр
Свой первый фильм «Рассеянный» Ришар снял в 1970 году. В конце 1970-х годов Пьер Ришар основал свою компанию «Фиделин фильм», занимавшуюся производством и прокатом фильмов, а также выпуском пластинок с песнями самого Пьера Ришара.
В 1988 году он представил на Х фестивале нового латиноамериканского кино свой документальный фильм «Расскажите мне о Че», снятый им на Кубе. В этот фильм вошли воспоминания людей, близко знавших кубинского революционера Эрнесто Че Гевару, а также кадры кинохроники, на которых он был запечатлён.

### Автор мемуаров
Весной 2015 года 80-летний Пьер Ришар выпустил в парижском издательстве «Фламмарион» свои 300-страничные мемуары, которые назвал, как и свой фильм 1973 года, «Я ничего не знаю, но всё скажу» (Je sais rien, mais je dirai tout).

### Винодел
Кроме собственной киностудии, Пьер Ришар приобрёл в 1986 году 20 гектаров виноградников на юге Франции в регионе Лангедок — Руссильон у Средиземного моря. Ришар регулярно проводит там конец лета. Ежегодно им выставляется на продажу несколько десятков тысяч бутылок вина, которое поставляется в рестораны Франции и Бельгии. В 2013 году Пьер Ришар посетил Россию и Украину, рекламируя свои вина. В 2021 году Ришар передал сыну бразды правления своей винодельней, и сейчас Кристоф является главой торговой марки «Chateau Bel Eveque».

## Фильмография

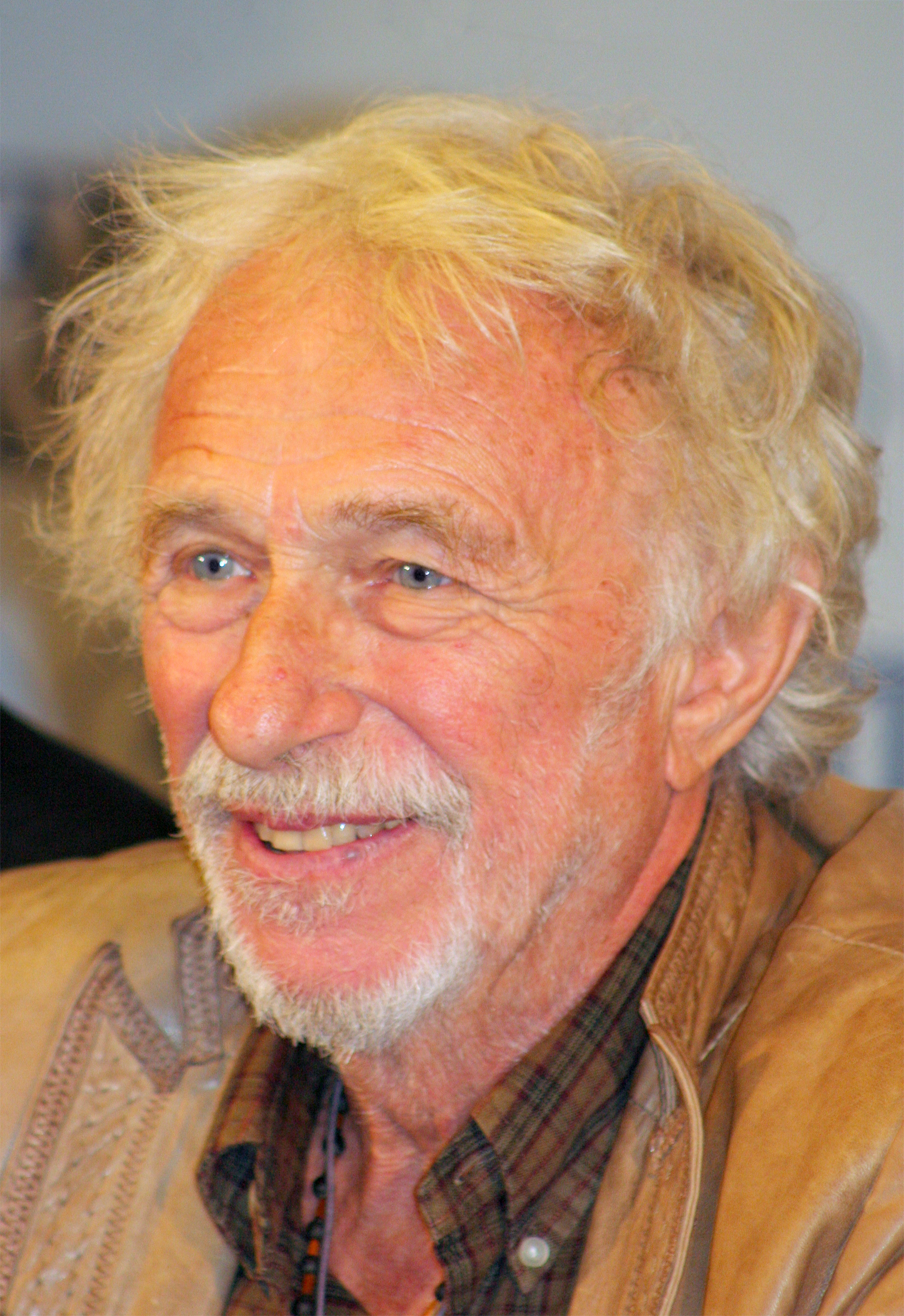
Пьер Ришар в Москве (2010 год)

### Актёр
- 1958 — Монпарнас, 19 / Les amants de Montparnasse — студент-художник (нет в титрах)
- 1967 — Идиот в Париже / Un idiot à Paris — полицейский
- 1968 — Счастливчик Александр / Alexandre le bienheureux — Колибер
- 1968 — Пленница (заключённая) /  La prisonnière — художник (нет в титрах)
- 1969 — Трое мужчин на лошади / Trois hommes sur un cheval — художник
- 1969 — Коклюш /  La coqueluche — Пьер
- 1970 — Рассеянный / Le Distrait — Пьер Малаке
- 1972 — Несчастья Альфреда /  Les Malheurs d’Alfred — Альфред Дюмонтье
- 1972 — Высокий блондин в чёрном ботинке / Le Grand Blond avec une chaussure noire — Франсуа Перрен
- 1973 — Самая безумная причина / La Raison du plus fou…  — студент на мотоцикле
- 1973 — Я ничего не знаю, но всё скажу / Je sais rien, mais je dirai tout — Пьер Гастье-Леруа
- 1974 — Джульетта и Джульетта / Juliette & Juliette — Боб Розенек
- 1974 — Возвращение высокого блондина / Le Retour du grand blond — Франсуа Перрен
- 1974 — Он начинает сердиться (Горчица бьёт в нос) / La Moutarde Me Monte Au Nez — Пьер Дюруа
- 1974 — Облако в зубах / Un nuage entre les dents — Прево
- 1975 — Слишком – это слишком / Trop c’est trop — Энри
- 1975 — Не упускай из виду / La Course A L’echalote — Пьер Видаль
- 1976 — Дальше некуда / On Aura Tout Vu — Франсуа Перрен
- 1976 — Робинзоны Черепашьего острова / Les naufragés de l'île de la Tortue— Жан-Артюр Бонавантюр
- 1976 — Игрушка / Le Jouet — Франсуа Перрен
- 1978 — Я робкий, но я лечусь / Je Suis Timide Mais Je Me Soigne — Пьер Рено
- 1978 — Побег / La Carapate — Жан-Филипп Дюрок, адвокат
- 1980 — Это не я, это — он! / C’est pas moi, c’est lui — Пьер Рено
- 1980 — Укол зонтиком / Le Coup Du Parapluie — Грегуар Леконт
- 1981 — Невезучие / La Chèvre (Козочка) — Франсуа Перрен
- 1983 — Как снег на голову (Невпопад) / Un chien dans un jeu de quilles — Пьер Коэн
- 1983 — Папаши / Les Compères — Франсуа Пиньон
- 1984 — Близнец / Le Jumeau — Матиас Дюваль
- 1985 — Сцены из жизни / Tranches de vie — Дюбуа
- 1985 — Короли шутки / Les Rois du gag — играет самого себя
- 1986 — Беглецы / Les Fugitifs — Франсуа Пиньон
- 1988 — Налево от лифта / À gauche en sortant de l’ascenseur — Ян Дюкодре
- 1988 — Гвоздоед /  Mangeclous — Пинас Саляль
- 1990 — Разрешите вас подвезти / Bienvenue A Bord — путешественник автостопом
- 1990 — Служебное продвижение через канапе / Promotion canapé — информатор
- 1991 — Мечтать не вредно / On peut toujours rêver — Шарль Буалев
- 1992 — Старая каналья / Vieille canaille — Чарли
- 1993 — Психи на воле / La Cavale des fous — Бертран Домаль
- 1994 — Партия в шахматы / La partie d’echecs — Амбруаз
- 1995 — Супружеская любовь / L’amour conjugal — Скиррат
- 1996 — Тысяча и один рецепт влюблённого кулинара / Les Milles et une recettes du cuisinier amoureux — Паскаль Ицхак
- 1997 — Прямо в стену / Droit dans le mur — Ромен
- 2000 — Без семьи / Sans famille — Виталис / Витало Педротти
- 2000 — Лето, или 27 потерянных поцелуев / L’Été de mes 27 baisers — Капитан
- 2003 — Знакомьтесь, Ваша вдова / Mariées mais pas trop — Морис Доннэ/ Maurice Donnay
- 2003 — Ключи от машины / Les Clefs de bagnole — комедиант, отказавшийся вернуться с Лораном
- 2003 — Робинзон Крузо / Robinson Crusoé — Робинзон Крузо
- 2004 — Когда нас не станет / En attendant le déluge — Жан-Рене
- 2004 — Транзит / Transit — '
- 2005 — Кактус / Le Cactus — Кристиан
- 2006 — Счастливый шанс / Essaye-moi — отец Ив-Мари
- 2006 — Змей / Le Serpent — Сендрас
- 2006 — Парижане — Михаил Кувалдин
- 2008 — Миа и Мигу / Mia et le Migou — Педро
- 2008 — Париж! Париж! / Faubourg 36 — месье ТФС
- 2009 — Король Гийом / King Guillaume — Вильям Фернан
- 2009 — Виктор / Victor — Виктор Корбен
- 2009 — Киноман / Cinéman — играет самого себя
- 2010 — Счастливчик / Le Bonheur de Pierre — Пьер Мартен
- 2012 — А давайте жить все вместе? / Et si on vivait tous ensemble? — Альбер
- 2012 — Мои герои / Mes héros — Жан
- 2012 — Времена года Антуана / Четыре сезона Антуана / Les 4 saisons d’Antoine (музыкальный фильм-фантазия; оркестр Кончерто Итальяно[англ.], дир. Ринальдо Алессандрини)
- 2013 — Продавец игрушек — месье Дюфен
- 2014 — Махни крылом / Gus — Petit oiseau, grand voyage — Дариус (озвучивание)
- 2015 — Агафья / Agafia — Димитрий, друг Савки
- 2016 — Чудеса в Париже / Paris pieds nus — Норман
- 2017 — Мистер Штайн идёт в онлайн / Un profil pour deux — Пьер
- 2017 — Малыш Спиру / Le petit Spirou — дедушка
- 2018 — От семьи не убежишь / La ch’tite famille — Жозеф
- 2018 — Три старых дуралея[фр.] / Les Vieux Fourneaux — Пьеро
- 2018 — Мадам Миллс, идеальная соседка / Madame Mills, une voisine si parfaite — Альбер Дюпон / мистер Розенберг / Леонард Хомский
- 2019 — Кроличья лапа / La Patte de Lapin (Россия, Бельгия, Финляндия) — Шарль, дедушка Николя
- 2022 — Три старых дуралея 2 / Les Vieux Fourneaux 2 — Пьеро
- 2022 — Вкус счастья (Франция, Япония)  / Umami — Руфус
- 2023 — Жанна Дюбарри / Jeanne du Barry — герцог Ришельё
- 2023 — Астерикс и Обеликс: Поднебесная / Astérix et Obélix: L'Empire du Milieu — Панорамикс

### Режиссёр
- 1970 — Рассеянный / Le Distrait
- 1971 — Несчастье Альфреда /  Les Malheurs d’Alfred
- 1973 — Я ничего не знаю, но всё скажу / Je sais rien, mais je dirai tout
- 1978 — Я робкий, но я лечусь / Je Suis Timide Mais Je Me Soigne
- 1980 — Это не я, это — он! /  C’est pas moi, c’est lui
- 1991 — Мечтать не вредно / On peut toujours rêver
- 1997 — Прямо в стену / Droit dans le mur

## Дискография
Студийные альбомы
- 1985 : Pierre Richard
- 2020 : Nuit à jour

Синглы
- 1971 : Les Malheurs d'Alfred
- 1983 : Madame Sardine
- 1985 : Bogart et moi
- 1985 : Le Câblé accablé
- 1985 : Le Répondeur automatique
- 1992 : Le Gorille (кавер на песню Georges Brassens)
- 2007 : La Voix du Prophète (le Prophète de Khalil Gibran)
- 2009 : Tête en l'air ((участие в песне группы ZiM's [ранее  Les Z'Imbert et Moreau]
- 2012 : Quand on s'ra grands ((участие в песне группы des ZiM's [ранее « Imbert et Moreau »]
- 2018 : Que j'te ker (кавер на песню Que je t'aime de Johnny Hallyday) - La Ch'tite Famille

## Документальные фильмы
- 2015 — Пьер Ришар. Непонятый / Pierre Richard, l’incompris (реж. Лоран Аллен-Карон / Laurent Allen-Caron, Серж Кальфон / Serge Khalfon)
- 2016 — Телепрограмма из цикла «Белая студия». Ведущая — Дарья Златопольская. ООО «М-Продакшн Медиа» по заказу ГТРК «Культура». 2016 г (27 мая 2020). Белая студия. Пьер Ришар.  39 мин. ВГТРК. {{cite episode}}: |series= пропущен или пуст (справка)

## Факты
- Первую большую роль в кино Ришар получил в 33 года.
- В интервью Пьер Ришар рассказал, что его дед был актёром. Он умер, когда Пьеру было 12 лет, и перед смертью предсказал: «Мой внук Пьер — единственный, кто добьётся чего-то в жизни». «В трудные моменты я смотрел на звёзды и верил, что всё будет хорошо. Просто надо запастись терпением», — говорит Ришар[10].
- В целом ряде фильмов («Высокий блондин в чёрном ботинке», «Возвращение высокого блондина», «Дальше некуда», «Игрушка», «Невезучие») персонажей Ришара зовут Франсуа Перрен (в двух — Папаши и Беглецы — Франсуа Пиньон), притом что это люди различных профессий и биографий[11].
- До сих пор ездит по Парижу на мотоцикле, который у него уже 40 лет.